# Kellerei Schreckbichl
Die Kellerei Schreckbichl (italienisch Cantina Colterenzio) ist eine Kellereigenossenschaft mit Sitz in Girlan (Südtirol). Die Kellerei zählt um die 300 Mitglieder, die insgesamt eine Fläche von ca. 300 Hektar bewirtschaften. Die Lagen befinden sich im ganzen Südtiroler Anbaugebiet und liegen zwischen 230 und 650 m s.l.m. Es werden insgesamt 12 Sorten angebaut. 35 % der produzierten Menge sind Rotwein, 65 % Weißwein. Der Betrieb beschäftigt 36 Mitarbeiter (Stand 2015).

## Geschichte
Die Kellerei wurde im Februar 1960 von 26 Weinbauern aus Schreckbichl, Girlan und Frangart gegründet und begann mit ihrer Tätigkeit noch im selben Jahr.
Die Weinbauern hatten die Gründung einer neuen Genossenschaft vorangetrieben, da sie mit den freien Weinhändlern nicht zufrieden waren. Die Auszahlungspreise waren niedrig und entsprachen nicht der Menge und der Qualität der Trauben. Eine ganze Reihe von Weinbauern der Girlaner, Schreckbichler und Frangarter Gegend begann also darüber nachzudenken, ob es nicht richtig wäre, eine eigene Genossenschaft ins Leben zu rufen – mit einer Kellerei und genügend Platz für die Übernahme der Traubenernte. Ein provisorischer Führungskreis beschloss demnach die offizielle Gründung einer Kellereigenossenschaft. Als Baugrund wählte man eine Obstwiese direkt an der Weinstraße.
Am 3. Mai 1960 begann man mit den Bauarbeiten, und nach Fertigstellung konnte der neue Kellereibetrieb bereits im Herbst desselben Jahres die ersten Trauben einkellern. Als Name der neuen Genossenschaft wurde in Anbetracht der Tradition und Qualität der dortigen Weine „Schreckbichl“ gewählt. Zum Obmann wurde Karl Ortler gewählt. Geschäftsführer der Kellerei wurde Hermann Weinreich und Kellermeister Karl Martini.
Im darauffolgenden Jahrzehnt wurde die Kellerei erweitert. Im Jahr 1970 war die Zahl der Mitglieder auf 138 angestiegen und verfügte bereits über 16.500 hl Fassungsraum. Immer mehr Weinbauern, auch aus Gegenden außerhalb Girlans, boten ihre Mitgliedschaft an.
Der Verkauf, der sich während der ersten zehn Jahre hauptsächlich über Engros-Kunden abwickelte und nur geringe Lieferungen von Spitzenweinen in 7/10 l – Flaschen miteinbezog, neigte deutlich vom Engros- zum Detailverkauf, denn zunehmend mehr Gastbetriebe bestellten abgefüllte Weine.
Im Jahr 1971 kam es zum Zusammenschluss mit der Überetscher Kellereigenossenschaft in St. Michael. Die Überetscher Kellerei brachte weitere 62 Mitglieder und 6.000 hl Weinproduktion und viele Detailkunden ein. In den darauffolgenden Jahren wurde der Betrieb immer mehr erweitert und an die aktuelle Technologie angepasst.
In den 1980er Jahren war die Kellerei Schreckbichl unter der Führung des langjährigen Obmanns und Geschäftsführers Luis Raifer einer der Vorreiter bei der Qualitätsoffensive der Südtiroler Weinwirtschaft.

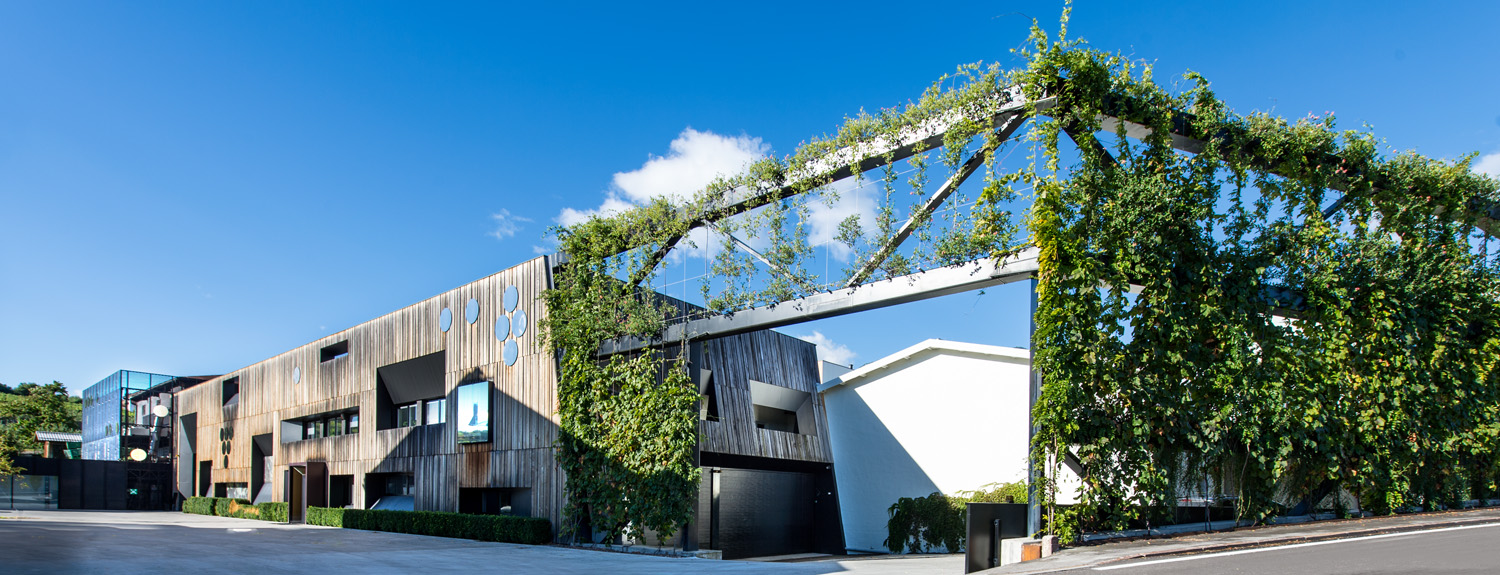

Seit 2009 setzt Schreckbichl ein Konzept der ökologischen Nachhaltigkeit um, das nicht nur die Weinberge, sondern auch Keller und Gebäude mit einbezieht. Dies beinhaltet eine landschaftsgerechte Architektur, einen neuen innovativen Kelterturm, Eigenstromerzeugung durch Photovoltaik und Warmwassererzeugung durch eine neue Wärmerückgewinnungsanlage. Dank dieses Projektes wird 60 % der elektrischen Energie durch eine Photovoltaikanlage produziert, und 70 % des Warmwasserbedarfes kann nachhaltig erzeugt werden (Stand 2014). Hauptabsatzmärkte der Kellerei sind Südtirol, das restliche Italien, Deutschland, die USA und Russland.

## Weine
In Schreckbichl sind die Weine in drei Qualitätslinien unterteilt:
- Die klassische Linie bietet reinsortige Weiß- und Rotweine mit viel Frucht und Typizität.
- Selektions Linie: Die Trauben für die Weine dieser Linie stammen von ausgesuchten Rebbergen. Das Lesegut wird gesondert gekeltert.
- Lafóa-Linie: Die höchste Qualitätslinie von Schreckbichl. Das Lesegut stammt von alten Reben mit sehr geringem Ertrag. Im Keller werden die Weine je nach Sorte in Edelstahl oder Holzfässern ausgebaut.

Im Jahr 2014 kam erstmals der Spitzenwein mit dem Namen LR auf den Markt. LR ist ein Weißwein Cuvée, kreiert und komponiert von Kellermeister Martin Lemayr. Idee und Anstoß dazu hatte der ehemalige Schreckbichl-Obmann, Geschäftsführer und Südtiroler Weinpionier Luis Raifer.    

## Bekannte Weine und Auszeichnungen
Besonders bekannt sind die Weine der höheren Qualitätslinien, wie z. B. der Chardonnay Formigar und der Cabernet Sauvignon und der Sauvignon Lafóa. Die Kellerei wurde bereits über zehn Mal mit den „Drei Gläsern“, der höchsten Auszeichnung des renommierten italienischen Weinführers „Vini d’Italia“ (Gambero Rosso), ausgezeichnet. Der Wein mit den meisten Auszeichnungen ist der Cabernet Sauvignon Lafóa.